# Vitrinella blakei
Vitrinella blakei är en snäckart som beskrevs av Alfred Rehder 1944. Vitrinella blakei ingår i släktet Vitrinella och familjen Vitrinellidae. Inga underarter finns listade i Catalogue of Life.